# Darío Álvarez
Darío Rafael Álvarez Espinal (Santiago de los Caballeros, 17 de janeiro de 1989) é um jogador de beisebol dominicano, que joga na posição de arremessador (pitcher).

## Carreira
Álvarez compôs o elenco da Seleção Dominicana de Beisebol nos Jogos Olímpicos de Verão de 2020 em Tóquio, onde conquistou a medalha de bronze após derrotar a equipe sul-coreana na disputa pelo pódio.